# Холт (округ, Миссури)
Округ Холт (англ. Holt County) — округ штата Миссури, США. Население округа на 2009 год составляло 4868 человек. Административный центр округа — город Орегон.

## История
Округ Холт основан в 1841 году.

## География
Округ занимает площадь 1196.6 км2.

## Демография
Согласно оценке Бюро переписи населения США, в округе Холт в 2009 году проживало 4868 человек. Плотность населения составляла 4.1 человек на квадратный километр.